# Aspidotis
Aspidotis es un género con 5 especies de helechos de la familia Pteridaceae. Se encuentra en América y África.

## Descripción
Los miembros de Aspidotis son pequeños helechos, con frondas brillantes,  generalmente de menos de 35 centímetros de largo (aunque A. schimperi puede ser más grande). Las hojas fértiles tienen falsos soros formado por los márgenes de las hojas enrolladas, que en parte ocultan las esporas de los soros.

## Distribución y hábitat
La mayoría de las especies se encuentran en laderas, crestas y afloramientos rocosos, principalmente en California y México, aunque una de las especies incluidas en el género por algunas autoridades se encuentra ampliamente distribuida en el este de África.

## Taxonomía
Aspidotis fue descrito por (Nutt. ex Hook.) Copel. y publicado en Genera Filicum: The Genera of Ferns 68. 1947.
Etimología
Aspidotis: nombre genérico que deriva del griego que significa escudero por el falso indusio en forma de escudo.

## Especies aceptadas
A continuación se brinda un listado de las especies del género Aspidotis aceptadas hasta abril de 2012, ordenadas alfabéticamente. Para cada una se indica el nombre binomial seguido del autor, abreviado según las convenciones y usos.
- Aspidotis californica (Hook.) Nutt. ex Copel.
- Aspidotis carlotta-halliae (W.H.Wagner & E.F.Gilbert) Lellinger
- Aspidotis densa (Brack.) Lellinger
- Aspidotis meifolia (D.C.Eaton) Pic.Serm.
- Aspidotis schimperi (Kunze) Pic. Serm.